# Накура, Макото
Макото Накура (англ. Makoto Nakura, яп. 名倉誠人は; род. 1964, Кобе) — американский перкуссионист японского происхождения, играющий на маримбе и вибрафоне.
Окончил университет Мусасино в Токио, затем учился в Королевской академии музыки в Лондоне. С 1994 года живёт в Нью-Йорке.
Наибольшую известность принесли Накуре транскрипции для маримбы произведений Иоганна Себастьяна Баха, изданные лейблом Naxos. Репертуар Накуры включает как транскрипции известных произведений, от Вольфганга Амадея Моцарта до Эйтора Вилла-Лобоса, так и сочинения новейших композиторов, в том числе написанные специально для него Майклом Торки, Джейсоном Экардтом и другими авторами. Накура сотрудничал с Американским театром балета, аккомпанировал различным сценическим постановкам, преподаёт в США и Японии.